# Juodaičiai

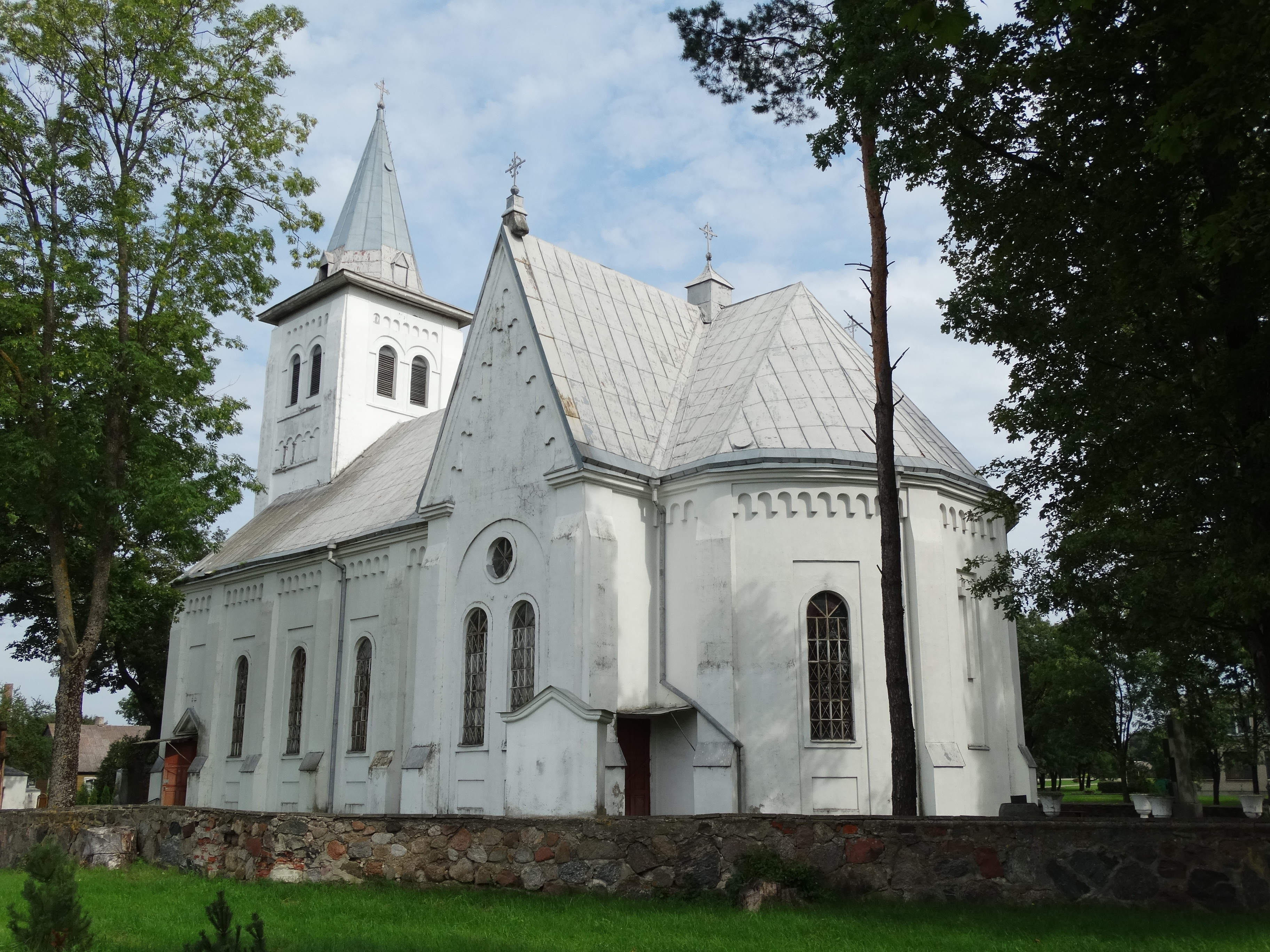
Kirche

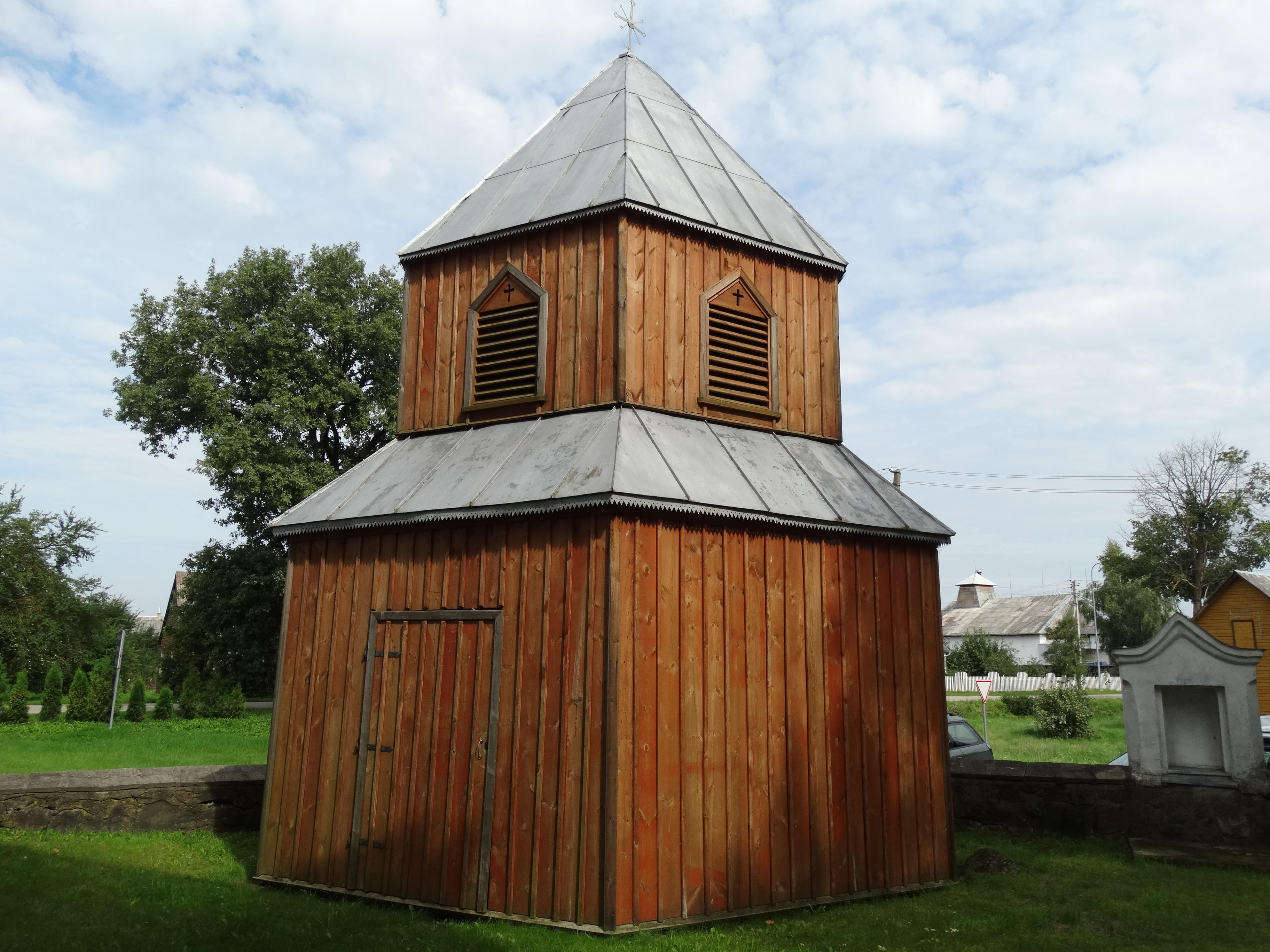
Glockenturm

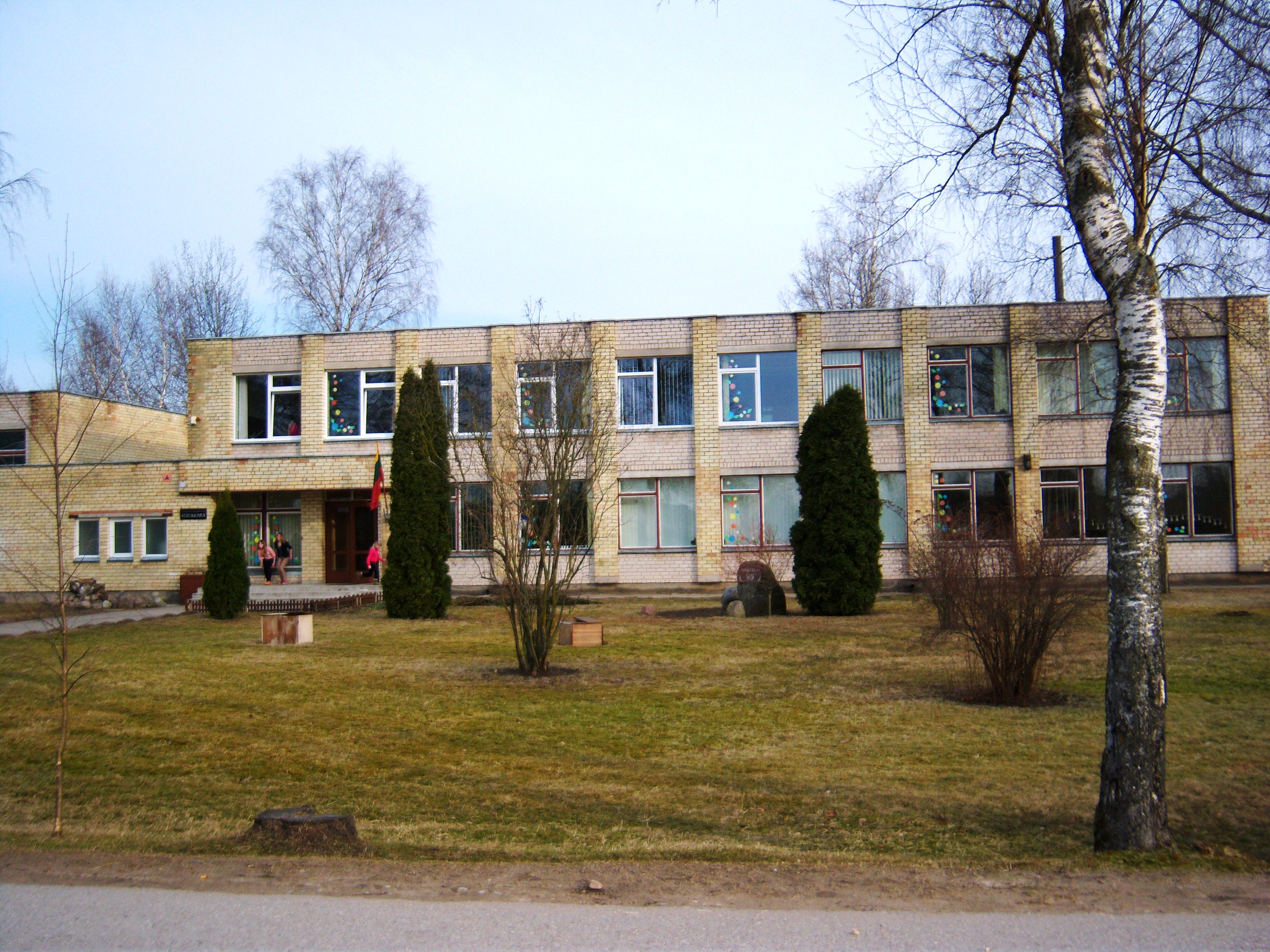
Hauptschule

Juodaičiai ist ein Ort in der Rajongemeinde Jurbarkas, Litauen. Das Dorf befindet sich 9 km südwestlich von Ariogala.
Es gibt  eine Hauptschule (Juodaičių pagrindinė mokykla) mit 34 Mitarbeitern (2014), ein Postamt (LT-74042) und ein Landambulatorium (Medicinos punktas).

## Geschichte
Der Name der Ortschaft wird mit dem Wald und Forst (juoda giria) verbunden.  1614 wurde das Dorf Juodaičiai an die Pfarrgemeinde Ariogala verschenkt. 1780 wurde eine Holzkapelle gebaut.  1862 gebaute Kirche wurde gebrannt. 1931 baute man die heutige katholische Kirche mit einem Glockenturm. 1947 wurde eine Bibliothek eingerichtet. 1961 baute man das Kulturhaus.